# Carver (Minnesota)
Carver város az USA Minnesota államában, Carver megyében. Lakosainak száma 5829 fő (2020. április 1.).

## Népesség
A település népességének változása:
| Lakosok száma | 724  | 3724 | 5829 |
|               | 1860 | 2010 | 2020 |